# الدوري الأوروبي لكرة السلة للسيدات 2017–18
الدوري الأوروبي لكرة السلة للسيدات 2017–18 هو الموسم 27 من  الدوري الأوروبي لكرة السلة للسيدات. أقيم خلال الفترة 26 سبتمبر 2017 وحتى 22 أبريل 2018، وكان عدد الأندية المشاركة فيه  16، وفاز فيه UMMC Ekaterinburg ‏.